# ステージ22
ステージ22（英: STAGE22）は、ユニバーサル・スタジオ・ジャパンのハリウッド・エリアにある多目的ホールである。
この施設は、イベント、展示、ショーなどさまざまな用途で使用されてきたが、2018年11月30日に一時閉鎖され、その後取り壊された。その後、新たに建設され、改良を加えた施設として再オープンした。

## 概要
映画『フリントストーン』で使用されたセットや小道具、衣装などが展示されており、建物の外壁にはさまざまな有名人の手形が残されていた。
展示終了後は、期間限定のイベントや特別展示、ショーなどに活用される多目的スペースとして運用され、パーク内のエンターテインメントにおいて重要な役割を担っている。

## 公演内容

### ステージ22（旧施設）
- ステージ22[1]（2001年3月31日 - 2002年8月31日）
- ハムナプトラ2 トゥーム・オブ・テラー（2002年9月25日 - 11月2日）
- 超パーク版ケロロ軍曹 in ユニバーサル・スタジオ・ジャパンであります。（2006年3月1日 - 31日）
- E.T. アドベンチャー ザ・レジェンド[1]（2009年7月18日 - 2010年2月28日）
- ザ・マミー・ミュージアム〜ハムナプトラ 神々の呪い〜（2012年4月28日 - 7月8日）
- ザ・マミー・ミュージアム〜ハムナプトラ 神々の呪い〜2（2012年9月14日 - 11月11日）
- ザ・マミー・ミュージアム〜ハムナプトラ 神々の呪い〜3（2013年9月13日 - 11月10日）
- チャッキーのホラー・ファクトリー（2014年9月12日 - 11月9日）
- チャッキーのホラー・ファクトリー2（2015年9月11日 - 11月8日）
- チャッキーのホラー・ファクトリー3（2016年9月9日 - 11月6日）
- ドラゴンクエスト・ザ・リアル[2]（2017年3月17日 - 9月3日）

期間限定のイベントや特別展示、ショーの開催だけでなく、隣接するアトラクション「スペース・ファンタジー・ザ・ライド」のキューライン（待機列）やコインロッカーとしても使用されるなど、多目的に活用されてきた。

### 再建後
- Go Toトラベルキャンペーン チケット交換場所（2020年）
- ユニバーサル・モンスターズ ～レジェンド・オブ・フィアー～（2022年9月9日 - 11月6日、2023年9月8日 - 11月5日）[3]
- TREASURE HUNTING 体験ブース（2024年8月24日 - 9月1日）[4][5]